# Hop Harrigan (filmový seriál)
Hop Harrigan je americký dobrodružný filmový seriál z roku 1946 režiséra Derwina Abrahamse, vyrobený studiem Columbia Pictures. Snímek vznikl na motivy komiksů o Hopu Harriganovi od vydavatelství DC Comics. Černobílý filmový seriál, který byl rozdělen do patnácti částí, měl premiéru 28. března 1946, v titulní roli se představil William Bakewell.

## Příběh
Hop Harrigan a jeho přítel „Tank“ Tinker provozují malé letiště a leteckou dopravní společnost. Jednou mají letět do tajné laboratoře doktora Tobora, který zde skrývá novou převratnou energetickou jednotku. Záhadný The Chief Pilot, který má o Toborův vynález také zájem, pomocí paprsků ochromí Harriganovo letadlo a vědce unese. Hop s Tankem a dalšími přáteli se ho vydají zachránit.

## Obsazení
- William Bakewell jako Hop Harrigan
- Jennifer Holt jako Gail Nolanová
- Robert Henry jako Jackie Nolan
- Sumner Getchell jako „Tank“ Tinker
- Emmett Vogan jako J. Westly Arnold
- Claire James jako Gwen Arnoldová
- John Merton jako doktor Tobor
- Wheeler Oakman jako Alex Ballard / The Chief Pilot
- Ernie Adams jako Retner
- Peter Michael jako Mark Craven
- Terry Frost jako Barry
- Anthony Warde jako Edwards
- Jackie Moran jako Fraser
- Bobby Stone jako Gray
- Jack Buchanon jako zástupce šerifa